# 2-丁炔醇
2-丁炔醇是一种有机化合物，化学式为C4H6O。

## 合成与反应
2-丁炔醇可由3-氯-2-丁烯-1-醇和氨基钠为原料反应制得。
它和三苯基膦、溴反应，可以得到1-溴-2-丁炔。